# Бердиєв Азамат Фаїлович
Азамат Фаїлович Бердиєв (рос. Азамат Фаильевич Бердиев; 11 червня 1996, Осипний Бугор, Росія — 1 серпня 2023, Україна) — російський офіцер татарського походження, лейтенант ПДВ РФ (2023). Герой Російської Федерації.

## Біографія
Закінчив Астраханську неповну середню школу №19, у 2014 році — Астраханську лінгвістичну гімназію, потім — Астраханське суворовське військове училище. У 2015/26 роках проходив строкову службу в 56-й окремій десантно-штурмовій бригаді. Після звільнення в запас жив в рідному селі. Навчався в Саратовській державній юридичній академії, яку закінчив у 2018 році, та в Московському фінансово-юридичному університеті. У 2014 і 2019 роках був обраний депутатом ради рідного села.
У 2019 році підписав контракт і повернувся в 56-ту окрему десантно-штурмову бригаду (з грудня 2021 року — 56-й десантно-штурмовий полк). З лютого 2022 року брав участь у вторгненні в Україну, командир десантно-штурмового взводу свого полку. Учасник боїв в Херсонській та Миколаївській областях, в тому числі штурму Херсона і Херсонського аеропорту, а також боїв за Антонівський міст. Загинув у бою. Похований в рідному селі.

## Нагороди
- Медаль «За відвагу»
- Орден Мужності (2023)
- Медаль ордена «За заслуги перед Вітчизною» 2-го ступеня з мечами (11 вересня 2023, посмертно)
- Звання «Герой Російської Федерації» (7 грудня 2023, посмертно) — «за мужність і героїзм, проявлені під час виконання військового обов'язку.» 12 грудня медаль «Золота зірка» була вручена батькам і вдові Бердиєва губернатором Астраханської області Ігорем Бабушкіним.

## Вшанування пам'яті
На честь Бердиєва був названий навчальний вертоліт 56-го десантно-штурмового полку.